# بحيرة إشقودرة
بحيرة إشقودرة أو شقودرة (باللغة الصربية الكرواتية: Скадарско језеро) (بالألبانية:Liqeni i Shkodrës) هي أكبر بحيرة في منطقة البلقان، تقع على الحدود بين الجبل الأسود وألبانيا. مساحتها 390 كم²، وتصل المساحة التي تغطيها إلى 530 كم² في فترة الموسمية التي تكون المياه بأعلى مستوى. كانت البحيرة في السابق ذراع من البحر الأدرياتيكي. في الغرب والشمال الغربي من الجبال المرتفعة؛ جانبها الشرقي وسهل والمستنقعات المحيطة تمتد إلى بودغوريتسا في الشمال. ستة أنهار تصب في البحيرة، الرئيسي هو موراكا بالإضافة إلى بوجانا و هو نهر يتدفق في نهاية البحيرة الجنوبية.